# フキノタイタン
フキノタイタンは、かつて活動していた中野秀紀と松村惇史によるお笑いコンビである。所属はよしもとクリエイティブ・エージェンシー大阪。

## メンバー
中野秀紀（1981年9月27日 - ）
- 京都府出身。A型。
- 立ち位置は向かって右。

松村惇史（1988年8月21日 - ）
- 奈良県出身。B型。
- 立ち位置は向かって左。
- テコンドーの全日本ジュニア大会や各大会で優勝するなどの成績を残している[1]。

## 略歴
- 2009年結成。コンビ結成のきっかけは高校時代の同級生である弓場雄二郎と組んでいた「テゴネハンバーグ」を解散した松村による熱烈なオファー。
- コンビ名は松村の思い付きにより決定。「フキ」を選んだのは炊いても筋が残るため。
- 2011年7月12日の「クイズ!紳助くん」オンエアをもって解散した[2]。中野はピン芸人で東京を中心に活動。松村は弓場雄二郎と、「テゴネハンバーグ」を再結成している。

## 出演
- クイズ!紳助くん（朝日放送） - なにわ突撃隊として出演。